# Come la prima volta (romanzo)
Come la prima volta è un romanzo di Nicholas Sparks, pubblicato nel 2003 dall'editore Warner Books. Il romanzo è il sequel del romanzo Le pagine della nostra vita del 1996.

## Trama
A narrare la storia in prima persona è Wilson Lewis, prestigioso avvocato immobiliare a New Bern e genero di Noah ed Allie Calhoun, i protagonisti del libro di Sparks, Le pagine della nostra vita. Quando Wilson ferisce la moglie Jane, la figlia di Noah e Allie, dimenticandosi del loro 29º anniversario di matrimonio, inizia a riflettere sullo stato del suo legame, si rende conto di aver dato troppe cose per scontate ed inizia ad aver paura di perdere la moglie, decide quindi di trovare un modo per dimostrare il suo amore a Jane, sperando di non averla già persa. L'educazione rigida di Wilson lo limita e non si sente in grado di realizzare un gesto sufficientemente grande. Insicuro sul cosa fare, Wilson visita Noah a Creekside Extended Care Facility, sperando di ottenere aiuto da suo suocero. Noah rivela a Wilson che la ragione per cui ha letto ad Allie il suo diario per tanti anni era di mantenere vivo in lei il ricordo di perché si fossero innamorati, facendo sì che il loro amore durasse per sempre. Questa rivelazione porta Wilson a ripensare a quello che lo aveva fatto innamorare di Jane tanti anni prima. Il suo viaggio nostalgico gli fa rivivere il periodo del corteggiamento, il fidanzamento ed i primi anni di matrimonio. Wilson sente che non potrebbe mai fare a meno di Jane e si convince di star per perdere definitivamente l'amore della sua vita quando Jane decide di andare da sola dal figlio Joseph a New York per qualche settimana. In preda al panico, per provare a salvare il suo matrimonio con Jane, Wilson inizia ad esercitarsi in cucina, con l'idea di preparare una cena a Jane quando tornerà da New York. Wilson mantiene calma e pazienza, continuando a fare tentativi ed esercitandosi, certo di aver trovato il giusto regalo per il loro anniversario. Guardando la foto preferita del loro matrimonio, gli viene in mente un piano che sente perfetto per far sì che l'amore con Jane duri per sempre.
Con l'aiuto di tutti i suoi amici e familiari, Wilson riesce a mettere insieme un album speciale che raccoglie tutte le cose che più ama di Jane. Pochi giorni dopo, Noah ha un attacco di cuore e la figlia maggiore di Wilson e Jane, Anna, li sciocca rivelandogli che è impegnata e che desidera convolare a nozze il fine settimana seguente il loro 30º anniversario. 
Con grande aiuto da parte di Wilson e di tutte le persone che gli vogliono bene a New Bern, Anna e Jane riusciranno ad organizzare il matrimonio dei loro sogni nella casa ristrutturata di Noah. Durante la settimana faticosissima di pianificazione e preparazione, Jane e Wilson tornano ad avvicinarsi ogni giorno sempre di più, e, con quasi un centinaio di amici e familiari, Wilson trova finalmente le parole che ha tanto cercato per riconquistare il cuore di Jane.
Wilson ha capito di non essere mai stato il marito che avrebbe voluto essere e sicuramente non ha dato a Jane l'amore romantico e le attenzione continue che i suoi genitori si sono scambiati per cinquant'anni. Si trova a cercare di riparare i danni creati, ricordandole i bei tempi, trattandola con attenzione e finalmente regalandole le nozze che avrebbe sempre voluto.

## Edizioni

### Edizioni originali
- (EN) Nicholas Sparks, The Wedding, Warner Books, 2003, ISBN 0-446-53245-2.

### Edizioni in lingua italiana
- Nicholas Sparks, Come la prima volta, traduzione di Alessandra Petrelli, Milano, Sperling & Kupfer, 2013, ISBN 978-8868360726.